# کارل گوستاو امیل مانرهیم
بارون کارل گوستاف امیل مانرهایم ( فنلاند سوئدی: [(kɑːrl) ˈɡʉstɑːf (ˈeːmil) ˈmɑnːærˌheim] ⓘ ، ۴ ژوئن ۱۸۶۷ – ۲۷ ژانویه ۱۹۵۱) یک فرمانده نظامی، اشراف و دولت مرد فنلاندی بود.  او به عنوان رهبر نظامی سفیدها درجنگ داخلی فنلاند(1918)، به عنوان نایب السلطنه فنلاند(1918-1919)، به عنوان فرمانده کل نیروهای دفاعی فنلاند در طول جنگ جهانی دوم(1939-1945)، و به عنوان ششمین رئیس جمهور فنلاند(1944-1946) خدمت کرد.فیلد مارشال فنلاند شد در سال 1942عنوان مارشال افتخاری فنلاند منصوب شد. 
امپراتوری روسیه هنوز در دوران کودکی مانرهایم بر دوک نشین بزرگ فنلاند تسلط داشت و مانرهایم در ارتش امپراتوری روسیه کار کرد و در جنگ روسیه و ژاپن و جبهه شرقی جنگ جهانی اول خدمت کرد و تا سال 1917 به درجه سپهبدی رسید . او در مراسم تاجگذاری امپراتور نیکلاس دوم در سال 1896 جایگاه برجسته ای داشت و بعداً چندین ملاقات خصوصی با تزار داشت. پس از کودتای بلشویکی نوامبر 1917 در روسیه، فنلاند در 6 دسامبر استقلال خود را اعلام کرد ، اما به زودی درگیر جنگ داخلی فنلاند در سال 1918 بین " سفیدها " که سربازان مجلس سنای فنلاند با حمایت نیروهای امپراتوری آلمان بودند و " قرمزها " طرفدار بلشویک شد
یک هیئت فنلاندی در ژانویه 1918 مانرهایم را به عنوان رئیس نظامی سفیدها منصوب کرد. و آنها را به پیروزی رساند و رژه پیروزی پیروزمندانه را در ماه مه در هلسینکی برگزار کرد . او پس از گذراندن مدتی در خارج از کشور، به فنلاند دعوت شد تا از دسامبر 1918 تا ژوئیه 1919 به عنوان دومین نایب السلطنه کشور یا رئیس دولت خدمت کند. او با وجود سلطنت طلب بودن ، رسما قانون اساسی جمهوری خواه فنلاند را تصویب کرد . او سپس در اولین انتخابات ریاست جمهوری فنلاند در سال 1919 در مقابل کی جی استالبرگ شرکت کرد اما شکست خورد و از سیاست کنار رفت. مانرهایم در سال 1920 به تأسیس اتحادیه مانرهایم برای رفاه کودکان کمک کرد و از سال 1922 تا زمان مرگش ریاست صلیب سرخ فنلاند را بر عهده داشت.  زمانی که پرزیدنت Svinhufvud او را به عنوان رئیس شورای دفاع فنلاند در سال 1931 منصوب کرد، او را به یک نقش مرکزی در سیاست دفاع ملی بازگرداند که وظیفه آن آماده سازی برای جنگ احتمالی با اتحاد جماهیر شوروی بود . همچنین قرار شد در صورت وقوع جنگ، وی به طور موقت فرماندهی کل نیروهای مسلح کشور را برعهده بگیرد
بر این اساس، پس از حمله شوروی به فنلاند در نوامبر 1939 در جنگ زمستانی ، Mannerheim جایگزین رئیس جمهور کیوستی کالیو به عنوان فرمانده کل شد و این پست را برای پنج سال آینده اشغال کرد. او به نماد متحد کننده تلاش های جنگی و بخشی از رهبری اصلی کشور تبدیل شد.  او شخصاً در برنامه ریزی عملیات بارباروسا  شرکت کرد و نیروهای دفاعی فنلاند را در تهاجم به اتحاد جماهیر شوروی در کنار آلمان نازی به نام جنگ ادامه (1941-1944) رهبری کرد. در سال 1944، زمانی که دورنمای شکست آلمان نازی در جنگ جهانی دوم مشخص شد، پارلمان فنلاند مانرهایم را به عنوان رئیس جمهور فنلاند منصوب کرد و او بر مذاکرات صلح با اتحاد جماهیر شوروی و بریتانیا نظارت داشت . او که قبلاً سلامتش رو به افول بود، در سال 1946 از ریاست جمهوری استعفا داد و بیشتر عمر باقی مانده خود را در آسایشگاهی در سوئیس گذراند ، جایی که خاطرات خود را نوشت و در سال 1951 در آنجا درگذشت. 
مانرهایم در دوک نشین بزرگ فنلاند ، امپراتوری روسیه ، در یک خانواده اشرافی سوئدی زبان که در اواخر قرن هجدهم در فنلاند ساکن شدند، به دنیا آمد. جد پدری او آلمانی الاصل به نام مارهین بود که در قرن هفدهم به سوئد مهاجرت کرد.  اصل و نسب مادرش اهل سودرمانلند ، سوئد است. 

## زندگی
کارل مانرهیم روز ۴ ژوئن سال ۱۸۶۷ در یک خانواده اشرافی سوئدی-آلمانی زاده شد. پس از گذراندن دوره آموزشی در دانشکده هامینا، سال ۱۸۸۷ وارد دانشکده سواره‌نظام نیکولایفسکایا در روسیه شد. پس از فارغ‌التحصیلی در هنگ ۱۵ سواره‌نظام خدمت کرد تا این که به گارد سواره‌نظام تزار پیوست. خط مقدم را در جنگ روسیه و ژاپن در سال‌های ۱۹۰۴ و ۱۹۰۵ تجربه کرد. سال ۱۹۱۱ فرمانده هنگ اولان محافظان شخصی تزار شد. سال ۱۹۱۳ به فرماندهی یک تیپ سواره‌نظام برگزیده شد.
هنگام آغاز جنگ جهانی اول فرمانده تیپ نخبه گارد سواره‌نظام در جبهه‌های رومانی و اتریش-مجارستان بود. سال ۱۹۱۵ فرماندهی لشکر دوازدهم سواره‌نظام به او سپرده شد. از ماه آوریل سال ۱۹۱۷ در حالیکه سپهبد شده بود، شروع به حمایت دولت بولشویک کرد. بدین جهت پائیز همان سال از مقام خود خلع و زمستان بازنشسته شد.
پس از اعلان استقلال فنلاند، ماه ٰژانویه سال ۱۹۱۸ به وطن بازگشت و به سرعت درگیر جنگ داخلی بین نیروهای سفید و سرخ شد. مانرهیم فرماندهی گارد سفید را حصول پیروزی بر عهده داشت. پس از جنگ مدت کوتاهی نایب‌السلطنه بود و برای کسب پشتیبانی بین‌المللی برای کشور تازه‌استقلال‌یافته خود به سفرهای خارجی رفت. ماه ژانویه سال ۱۹۱۹ نامزد انتخابات نخستین دوره ریاست‌جمهوری فنلاند شد اما با شکست در آن از سیاست کناره گرفت.
مانرهیم بین سال‌های ۱۹۱۹ تا ۱۹۵۱ رئیس جمعیت صلیب سرخ فنلاند بود و در کمیته بین‌المللی صلیب سرخ عضویت داشت. او اتحادیه مانرهیم برای رفاه کودکان را بنیان نهاد و تا سال ۱۹۳۴ مدیر کل بانک هلسینکی بود. او همچنین عضو هیئت‌مدیره شرکت نوکیا بود. سال ۱۹۳۱ توسط رئیس‌جمهور پر اویند سوینهوفوود به عضویت شورای دفاع کشور درآمد. سال ۱۹۳۳ درجه فیلد مارشال به مانرهیم اعطا شد.
هنگام تهاجم شوروی به فنلاند در سال ۱۹۳۹ موسوم به جنگ زمستان، به عنوان فرمانده کل ‌نیروی زمینی فنلاند برگزیده شد و در طول جنگ جهانی دوم در این جایگاه بود.